# رالف بارتلز
رالف بارتلز (آلمانی: Ralf Bartels؛ زادهٔ ۲۱ فوریهٔ ۱۹۷۸) پرتاب‌گر وزنه اهل آلمان بود.
وی در مسابقات کشوری و بین‌المللی در مجموع برندهٔ ۲ مدال طلا، ۲ مدال نقره، ۴ مدال برنز شده‌است.